# Marsupilami (TV-serie)
Marsupilami är en kortlivad amerikansk tecknad TV-serie från Disney. Seriens 13 avsnitt visades första gången på CBS under hösten 1993, och var en spinoff av den likaledes korta serien Bonkers, Marsupilami & C:o som hade visats året innan. Till viss del innehöll Marsupilami material som redan hade visats i moderserien. Dessutom innehöll serien även kortfilmer med krabban Sebastian från Disneyklassikern Den lilla sjöjungfrun, och har därför ibland hävdats vara en spinoff även från tv-serien Den lilla sjöjungfrun. Även den kortlivade tv-serien Shnookums och Meat började som ett inslag i Marsupilami.
Det fantastiska djuret Marsupilami skapades redan 1952 av den belgiske serieskaparen André Franquin för äventyrsserien Spirou, och Disney köpte filmrättigheterna i början av 1990-talet. Disneyversionen har, undantaget Marsupilamis utseende och personlighet, dock inte mycket gemensamt med Franquins serie.

## Karaktärer
Serien bjuder på tre sorters kortfilmer.

### Marsupilami
Precis som i Bonkers, Marsupilami & C:o kretsar handlingen kring Marsupilami ("Mars" kallad) - ett gult apliknande djur med svarta prickar och en 10 meter lång svans - och hans bäste vän, den tystlåtne och långsamme gorillan Maurice. Som ständigt återkommande nemesis finns den illvillige jägaren Norman.

### Sebastian
Krabban Sebastian från Den lilla sjöjungfrun stöter på problem efter problem - som ofta beror på ärkefienden kocken Louie, även han från Den lilla sjöjungfrun.

### Shnookums och Meat
Shnookums är en ängslig katt som ständigt blir påmind av sin vän, den brutale hunden Meat att livet inte är så lätt.

## Marsupilami i Sverige
Serien har inte visats i Sverige, men vissa segment har visats som del av serien Bonkers, Marsupilami & C:o på Disneydags.

## Avsnittsguide
Varje avsnitt inleddes med ett nyproducerad kortfilm med Marsupilami i huvudrollen, och avslutades med en Marsupilami-kortfilm som tidigare hade visats i Bonkers, Marsupilami & C:o. Där emellan visades antingen en korfilm med Den lilla sjöjungfruns Sebastian, eller de nya stjärnorna Shnookums och Meat. Även det trettonde avsnittets Sebastian-episod hade visats i Bonkers, Marsupilami & C:o.
Endast tre av Marsupilami-filmerna från Bonkers, Marsupilami & C:o togs inte med i Marsupilami-serien.
"Snookums och Meat"-avsnitten skulle senare komma att visas även i deras egen serie.
- 1. Avsnitt 1  	(1993-09-18)
  - Working Class Mars
  - Sebastian: King of the Beach
  - The Hairy Ape (tidigare visat i Bonkers, Marsupilami & C:o Avsnitt 10)
- 2. Avsnitt 2  	(1993-09-25)
  - Hole in Mars
  - Sebastian: Room Service
  - Bath Time for Maurice (Bonkers, Marsupilami & C:o #8)
- 3. Avsnitt 3	(1993-10-02)
  - Normzan of the Jungle
  - Sebastian: Crab Scouts
  - The Treasure of the Sierra Marsdre (Bonkers, Marsupilami & C:o #3)
- 4. Avsnitt 4  	(1993-10-09)
  - The Wizard of Mars
  - Sebastian: TV Jeebies
  - The Puck Stops Here (Bonkers, Marsupilami & C:o #2)
- 5. Avsnitt 5  	(1993-10-16)
  - Mar-Soup-Du-Jour
  - Shnookums och Meat: Kung-Fu Kitty (Repriserat i Shnookums och Meat Avsnitt 8)
  - Romancing the Clone(Bonkers, Marsupilami & C:o #6)
- 6. Avsnitt 6 	(1993-10-23)
  - Mars' Problem Pachydrem
  - Shnookums och Meat: I.Q. You, Too (Shnookums och Meat Avsnitt 9)
  - A Fear of Kites (Bonkers, Marsupilami & C:o #8)
- 7. Avsnitt 7  	(1993-10-30)
  - Toucan Always Get What You Want
  - Shnookums och Meat: Night of the Living Shnookums (Shnookums och Meat #11)
  - Marsupilami Meets Dr. Normanstein(Bonkers, Marsupilami & C:o #1)
- 8. Avsnitt 8	(1993-11-06)
  - Steamboat Mars
  - Shnookums och Meat: Something Fishy (Shnookums och Meat #10)
  - Someone's in the Kitchen with Mars (Bonkers, Marsupilami & C:o #5)
- 9. Avsnitt 9  	(1993-11-13)
  - Thorn O' Plenty
  - Shnookums och Meat: Jingle Bells, Something Smells  (Shnookums och Meat #12)
  - Prime Mates Forever(Bonkers, Marsupilami & C:o #12)
- 10. Avsnitt 10 	(1993-11-20)
  - Hey, Hey!, They're the Monkeys!
  - Sebastian: Basic Insting
  - Witch Doctor is Which? (Bonkers, Marsupilami & C:o #10)
- 11. Avsnitt 11  	(1993-11-27)
  - A Spotless Record
  - Sebastian: A Boy and His Crab
  - Mars vs. Man(Bonkers, Marsupilami & C:o #4)
- 12. Avsnitt 12	(1993-12-04)
  - Royal Foil
  - Sebastian: A Crabby Honeymoon
  - Safari So Good (Bonkers, Marsupilami & C:o #11)
- 13. Avsnitt 13	(1993-12-11)
  - Cropsy Turvy
  - Sebastian: Flambe, Bombe (Bonkers, Marsupilami & C:o #4)
  - Jungle Fever (Bonkers, Marsupilami & C:o #9)
- 14. Avsnitt 14: Presenterat av Marsupilami och Maurice (11 Avsnitt: Bonkers, Marsupilami & C:o) (1993-12-18)
  - Hot Spots (Bonkers, Marsupilami & C:o #12)
  - The Young and the Nestless (Bonkers, Marsupilami & C:o #9)
  - Wannabe Ruler? (Bonkers, Marsupilami & C:o #7)

## Serietidningarnas värld
Marsupilami har medverkat i en stor mängd belgiska serier, men enbart fyra korta serietidningsserier med honom har producerats av Disney. Ingen av dessa har publicerats i Sverige.